# Lijst van militaire theoretici
Deze lijst van militaire theoretici geeft een alfabetisch overzicht van de belangrijkste schrijvers op het gebied van krijgskunde en militaire strategie:
- Alfred Graf von Schlieffen, bedenker van het Schlieffenplan, dat de Eerste Wereldoorlog inleidde
- Alfred Thayer Mahan, maritieme strategie
- Basil Henry Liddell-Hart
- Carl von Clausewitz, grondlegger van de moderne krijgskunde
- Giulio Douhet, strategie van de luchtmacht
- Heinz Guderian uitvoerder van de Blitzkrieg
- Johan VII van Nassau-Siegen, schreef een Kriegsbuch, deed uitvindingen, bedacht de dril, het uniform en uniforme bewapening
- Martin van Creveld, theoreticus van een nieuwe krijgskunde (guerrilla en terrorisme)
- Maurits van Oranje
- Michail Toechatsjevski
- Niccolò Machiavelli schreef ook een boek getiteld De kunst van het oorlogvoeren
- Sun Tzu schreef het oudste werk op dit terrein De kunst van het oorlogvoeren